# Lễ hội giáo xứ

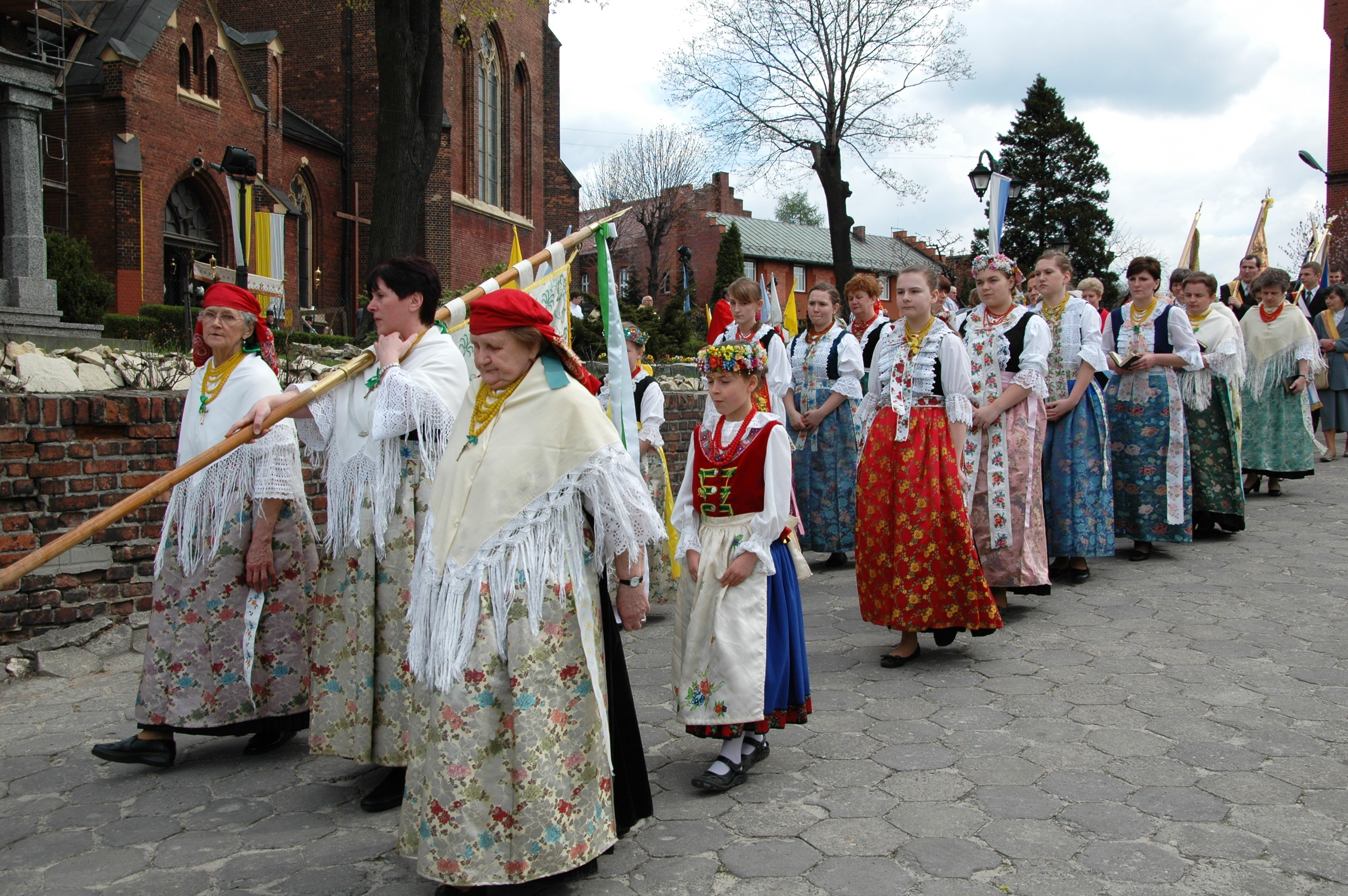
Một đám rước ở Ba Lan

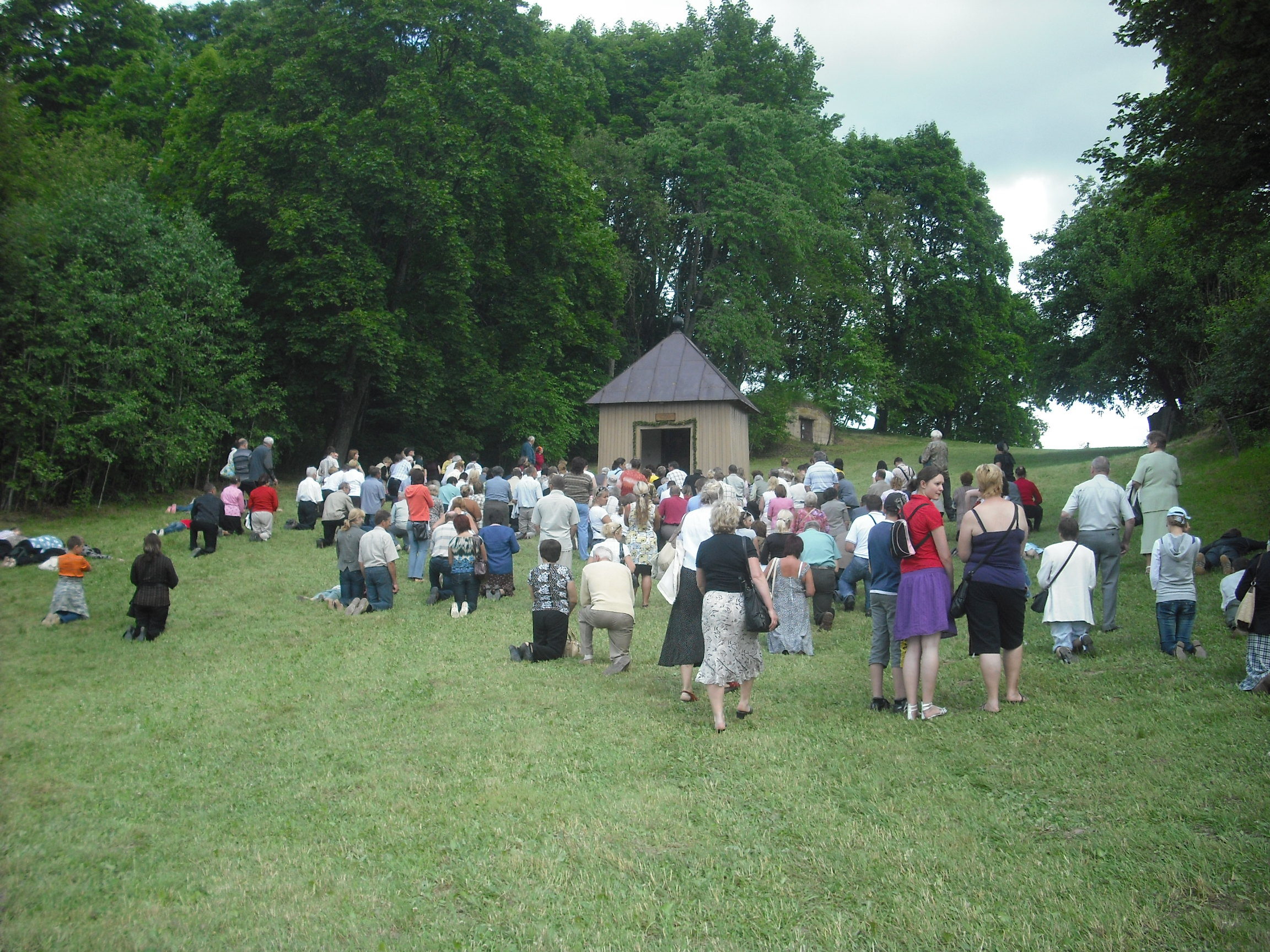
Mọi người cầu nguyện ở Lithuania

Lễ hội giáo xứ  hoặc hội chợ giáo xứ  hoặc lễ xá tội (tiếng Litva: atlaidai; tiếng Ba Lan: odpust parafialny) là những lễ hội địa phương hàng năm được tổ chức bởi các nhà thờ Công giáo La Mã ở Ba Lan và Litva vào ngày lễ của vị thánh bảo trợ của một giáo xứ nhất định. Nhiều lễ hội có truyền thống lịch sử lâu đời từ thời Phản Cải cách vào thế kỷ 16–17. Hầu như giáo xứ nào cũng có ngày lễ như vậy và có một số nhà thờ có đến vài lễ. Những người tham gia vào các ngày lễ này có thể nhận được sự xá tội cho bản thân và những người thân đã khuất của họ. Lễ hội bao gồm thánh lễ, nghi thức rước tôn giáo, biểu diễn của dàn hợp xướng nhà thờ, các biểu diễn âm nhạc khác và thường đi kèm với các phiên chợ bán hàng thủ công truyền thống. Các lễ hội như vậy giúp củng cố bản sắc địa phương và thúc đẩy ý thức cộng đồng. Một số lễ hội lớn hơn, như Đại lễ Žemaičių Kalvarija, kéo dài trong một tuần, thu hút hàng nghìn người và là những sự kiện hành hương lớn.
Các lễ hội giáo xứ lớn ở Lithuania:
- Lễ viếng Đức Trinh Nữ Maria ở Žemaičių Kalvarija vào tháng 7 (xem Đại lễ Žemaičių Kalvarija)
- Lễ Đức Mẹ Mông Triệu ở Pivašiūnai và Krekenava vào tháng 8
- Lễ sinh nhật của Đức Trinh nữ Maria ở Šiluva vào tháng 9
- Lễ Đức Mẹ Hằng cứu giúp ở Vilnius vào tháng 11
- Lễ Thánh Phê-rô và Phao-lô ở Vilnius vào tháng 6
- Lễ Đức Mẹ Trakai ở Trakai vào tháng 9